# Silazane

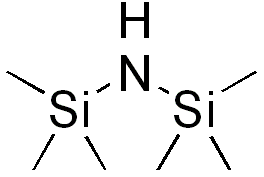
Hexamethyldisilazan

Silazane sind chemische Verbindungen mit der Formel R3Si–[NH–SiR2]n–NH–SiR3 (auch mit n = 0), wobei R Wasserstoffatome, im weiteren Sinn auch Alkylgruppen oder Ähnliches sein können. Ferner werden auch Derivate dieser Verbindung unter diesem Namen geführt. Die Stickstoff-Siliciumketten können sowohl gerade als auch verzweigt sein. Somit bilden sie das Stickstoffanalogon zu den Siloxanen.
Zur Darstellung kann eine Ammonolyse entsprechender Chlorsilane durchgeführt werden. Die Mehrheit der Silazane sind empfindlich gegen Feuchtigkeit.
Ein zur Oberflächenmodifikation häufig genutztes Silazan ist HMDS.